# 부쿼구
부쿼구(Bukwo)는 우간다 동부와 엘곤 산 북동부에 위치한 구로, 행정 중심지는 부쿼이며 면적은 525km2, 인구는 49,826명(2002년 인구 조사 기준)이다.
행정 구역상으로는 동부 주에 속하며 1개 군(콩가시스 군)을 관할한다. 북쪽으로는 나카피리피리트 구, 남쪽과 동쪽으로는 케냐 리프트밸리 주와 접한다.

## 같이 보기
- 우간다의 행정 구역
- 칼렌진인
- 동부주 (우간다)